# Argó

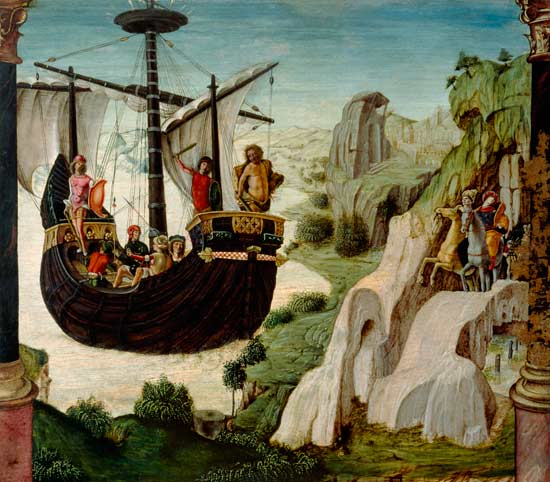
Argó na obraze Lorenza Costy z 16. století

Argó je proslulá loď argonautů, se kterou se plavili pro zlaté rouno do Kolchidy.
Stavitelem lodi byl Argos, syn hrdiny Arestora. Loď provázela a poté chránila na cestách bohyně Athéna. Vyprávělo se, že vlídný mořský bůh Glaukos vystavěl loď Argó a řídil ji při plavbě Argonautů. Vůdcem výpravy byl Iásón, právoplatný nástupce trůnu v Iólku, který se však naplnění svého práva nikdy nedočkal.
V přístavišti se stavěla obrovská loď, její stavbu řídil mistr Argos. Byla to loď dosud nevídaná, s padesáti vesly a přitom tak lehká, že ji plavci mohli nést na ramenou.
Posádku lodi tvořilo padesát nejlepších mužů z celého Řecka, samí proslulí hrdinové, mezi nimi Héraklés, Théseus, Péleus, Meleagros, ale také slavný pěvec Orfeus, mistr kormidelník Tífys, nejméně dva věštci a mnozí další. Místa u vesel si lodníci losovali, Héraklés musel sedět uprostřed, neboť „kamkoli přešel, loď se hned nakláněla na tu stranu. Ale i pod jeho nohama se potápěla víc než na jiném místě svého dna“.
Když se loď spouštěla na vodu, posádka obětovala bohům s prosbami k Apollónovi o zdar výpravy a šťastný návrat. Při vyplutí sledovaly obrovskou loď zástupy lidí a obdivovaly její krásu a třpytivou zbroj posádky.
Místo, kde Argó poprvé přistála na přenocování, bylo jí na počest pojmenováno Argos.
Na své pouti zvládla a přečkala loď Argó mnohá nebezpečenství
- když proplouvala průlivem Bospor, kde se dvě skály Symplégady nepřetržitě rozestupovaly a srážely a rozdrtily vše, co se připletlo do cesty. Plavci vypustili holubici, která mezi skalami prolétla, jenom několik pér z ocasu jí skály přiskříply a urvaly. Nato se dala do pohybu Argó, všichni úporně veslovali, ale proudy je stále strhávaly zpět. Loď proplula jenom s vydatnou podporou bohyň a mořských víl. Loď proletěla skalami a unikla záhubě, jen ozdobu na kormidle skály rozdrtily, když se srazily za lodí. Pak se rozestoupily a od té doby stojí pevně, ani se nepohnou. Tak bylo řečeno věštbou, že propluje-li jediná loď, už nikdy skály žádnou jinou loď nebudou obtěžovat.
- již při stavbě lodi byl na ní zabudován kouzelný kousek hlavního trámu. Ten se ke zděšení lodníků ozval v průběhu cesty a oznámil jim, co těžkého je na cestách ještě čeká.
- po odplutí ze země Fajáků se loď dostala do písčin a mělčin a nebylo jiného zbytí než že ji posádka vyzvedla na ramena a nesla ji dvanáct dní a dvanáct nocí přes poušť. Teprve tam v trítónské zátoce loď složili a teprve tam je bůh Triton přivedl k hluboké vodě.

Dlouhá cesta lodi Argó skončila tam, kde začala, ve slavném městě Iólkos, kde byla slavnostně přivítána. Loď i posádka si dobyla věhlas a slávu, báje o Argonautech a zlatém rounu je jedna z nejznámějších z řecké mytologie.
Poslední zmínka o lodi Argó uvádí, že po léta na opuštěném místě trouchnivěla. Pod její zborcenou zádí našel svou smrt Iásón, který u ní hledal stín.